# 融水苗族自治县
融水苗族自治县是中国广西壮族自治区柳州市所辖的一个自治县。

## 行政区划
融水苗族自治县下辖7个镇、11个乡、2个民族乡：
融水镇、和睦镇、三防镇、怀宝镇、洞头镇、大浪镇、永乐镇、四荣乡、香粉乡、安太乡、汪洞乡、同练瑶族乡、滚贝侗族乡、杆洞乡、安陲乡、白云乡、红水乡、拱洞乡、良寨乡和大年乡。
- 融水大桥
- 贝江
- 贝江
- 贝江
- 贝江
- 贝江

## 人口
根据第七次人口普查数据，截至2020年11月1日零时，融水苗族自治县常住人口为412445人。
2011年末，全縣總人口為 48.24万人。

## 交通
- 桂河高速、 三南高速、 242国道、 357国道过境。
- 融水站：焦柳铁路

## 风景名胜
- 贝江
- 元寶山國家森林公園

## 特产
融水香鸭、融水糯米柚：中国地理标志产品。

## 水災

### 2017年7月
2017年7月2日，因连日暴雨，珠江上游的融江猛涨，当天早上11时左右融水水文站出现112.08米，超出警戒水位5.42米，全縣城被淹，居民靠船出入。

### 2020年7月
2020年7月11日，受連日強降雨影響，融江出現超警戒水位，当天下午4時左右，融江融水水文站水位達到111.87米，超過警戒水位5.27米，縣城內民族市場、蘆笙廣場、老街等多處低窪路段被淹。融水苗族自治縣已啟動防洪Ⅳ級應急響應。

### 2022年6月
2022年6月4日晚，尚未完全建完的融水防洪堤投入应急使用。
2022年6月5日受持续强降雨影响，融江出现超警戒水位，当天下午2点50分左右，融江广西融水县城段洪峰水位达到110.43米，超过警戒水位3.83米。县城内民族市场、芦笙广场、老街等多处低洼路段被淹。目前，融江水位在平缓下降。